# Lista de personagens de Rival Schools
Abaixo veja a lista de personagens da série de jogos Rival Schools.

## Colégio Taiyo
O Colégio Taiyo é uma típica instituição de ensino japonesa. Não tem nenhuma característica que a diferencie do padrão, salvo o fato de ser a escola na qual os protagonistas centrais da série estão matriculados.

### Batsu Ichimonji
Batsu Ichimonji (一文字 伐 Ichimonji Batsu) é o protagonista de ambos os jogos de Rival Schools. Em Rival Schools: United by Fate, ele é introduzido como um aluno recém transferido para a Taiyo High School procurando sua mãe. Ele se uniu a Hinata e Kyosuke para investigar os desaparecimentos misteriosos e no meio da investigação ele descobre que o diretor da Justice High School e o possível responsável pelos desaparecimentos é seu pai, Raizo. Após o fim do jogo, é revelado que ele salva sua mãe e mantém paz com seu pai.
Na continuação, Project Justice, Batsu é novamente o protagonista, mas ele é acusado de ser responsável por muitos ataques a escolas diferentes. A história da Taiyo High no jogo mostra dois diferentes destinos para Batsu: um deles é quando ele, com a ajuda dos estudantes da Pacific High School, enfrenta Kurow para poder provar sua inocência. O outro destino dele faz Batsu desaparecer por um tempo mas depois retornar mais poderoso pois havia se afastado de seus amigos para treinar sozinho e obter mais poder para lutar e defender a si mesmo e aos outros. O Batsu mais forte é jogável no game com o nome Burning Batsu.
Batsu é um dos dois personagens de Rival Schools (junto com Akira) planejados para aparecer no jogo Capcom Fighting All-Stars que foi cancelado. Ele é jogável em Tatsunoko vs. Capcom: Ultimate All-Stars, e também aparece em Street Fighter Online: Mouse Generation, e Batsu é um personagem ajudante em Project X Zone. Batsu também fez uma pequena aparição com Hinata em Capcom vs SNK 2: Millionaire Fighting 2001, ajudando Kyosuke com um de seus especiais, e ele também aparece no final de Iron Fist em Ultimate Marvel vs Capcom 3 como membro de um novo grupo de heróis. Seu dublador é Nobuyuki Hiyama.

### Hinata Wakaba
Hinata Wakaba (若葉 ひなた Wakaba Hinata) aparece primeiro em Rival Schools: United by Fate, sendo a primeira estudante a ajudar Batsu em sua procura para encontrar sua mãe desaparecida. Durante a história, ela admite que quer ajudar a proteger a Taiyo High School. No final dela do jogo, ela descobre que seu envolvimento na procura de Batsu inspira outros estudantes da escola a treinar karate, o que surpreende Hinata. Também é visto que ela, Natsu e Sakura (de Street Fighter) são amigas de infância.
Em Project Justice, Hinata novamente se une a Batsu e Kyosuke na investigação deles sobre os novos ataques que estavam acontecendo as escolas. O destino dela na história da Taiyo High School também varia: em uma história ela é sequestrada por Kurow e é salva por Roy e Tiffany. Na outra história ela lidera a investigação enquanto Batsu some e depois é salva por ele quando Batsu ataca Kurow para defender Hinata.
Ela faz uma pequena aparição com Batsu em Capcom vs SNK 2: Millionaire Fighting 2001, ajudando Kyosuke durante um de seus especiais, e ela aparece no finald de Batsu em Tatsunoko vs. Capcom: Cross Generation of Heroes junto com Kyosuke. Sua dubladora é Tomoe Hanba.

### Kyosuke Kagami
Kyosuke Kagami (鑑 恭介 Kagami Kyosuke) apareceu primeiro em Rival Schools: United by Fate como um dos estudantes da Taiyo High que decide ajudar Batsu a encontrar sua mãe. Depois é revelado que Kyosuke está por trás do sequestro da mãe de Batsu e que ele estava trabalhando para seu irmão gêmeo, Hyo. Mas depois Kyosuke muda de lado e ajuda Batsu e Hinata em derrotar Hyo, convencendo Hyo que a força não era o caminho de alcançar seus sonhos.
Em Project Justice, Kyosuke enfrenta Kurow junto com Batsu e Hinata para provar a inocência de Batsu. Quando Hyo é possuído pelo espírito vingativo do pai deles, Mugen, Kyosuke enfrenta seu irmão novamente mesmo estando relutante. Depois da suposta morte de Hyo, Kyosuke desaparece, mas seus amigos na Taiyo High School esperam seu retorno para a escola. Não se sabe o que acontece com ele assim que Kyosuke escapa da Justice High School enquanto ela pegava fogo.
Fora dos jogos da série Rival Schools, Kyosuke é jogável em Capcom vs. SNK 2, um de seus especiais inclui uma participação de Batsu e Hinata. Ele também faz uma aparição no final de Batsu em Tatsunoko vs. Capcom: Cross Generation of Heroes junto com Hinata. Seu dublador é Isshin Chiba.

### Hayato Nekketsu
Hayato Nekketsu (熱血 隼人 Nekketsu Hayato) é o professor de educação física da Taiyo High. Ele aparece primeiro na versão de Playstation de Rival Schools: United by Fate como um personagem bônus. No jogo, sua história é descobrir o motivo pelos sequestros e desaparecimentos dos alunos da Taiyo High, Hayato não acha que os estudantes sozinhos sejam capazes de conseguir descobrir o motivo desses sequestros.
Em Project Justice ele se une a Hideo e Kyoko para descobrir o que estava acontecendo já que novos sequestros estavam acontecendo. Além disso na história do jogo ele é um dos poucos personagens que consegue saber a diferença entre Batsu e Kurow. Ele gosta de jaquetas vermelhas, pessoas com espíritos de luta e mulheres (ele inclusive gosta um pouco da Kyoko, o que causa uma pequena rivalidade entre Hideo e ele). Hayato não gosta de preguiça e usa uma espada de kendo para lutar.
O sobrenome de Hayato, Nekketsu, significa "sangue quente" em japonês, uma descrição perfeita de sua personalidade. Seu dublador é Takumi Yamazaki.

### Chairperson
Chairperson, conhecida também como Iincho (委員長 Iincho) no Japão (literalmente, "Representante de Classe" nos dois idiomas) apareceu primeiro no final de Hinata em Rival Schools: United by Fate, já que ela é uma das alunas que ficou inspirada por Hinata a treinar artes-marciais. Ela luta o karatê Saikyo (mesmo estilo utilizado por Dan Hibiki), tendo aprendido em um curso por correspondência. O modo School Life em Rival Schools: United by Fate e na versão Nekketsu Seisyun Nikki 2 expande sua história um pouco mais.
O nome verdadeiro dela nunca foi revelado nos jogos, e ela prefere ser chamada pelo título que ela usa no governo estudantil da escola dela.
Ela foi jogável pela primeira vez em Project Justice, trabalhando junto com Ran e com os estudantes da Pacific High School para descobrir o recente caso da violência entre escolas e os sequestros. Sua dubladora é Megumi Toyoguchi.

### Ran Hibiki
Ran Hibiki (ひびき 蘭 Hibiki Ran) é uma estudante da Taiyo High que trabalha como fotografa no jornal da escola. Ela é a editora do jornal da escola. Investigava os sequestros e desaparecimentos para ter histórias exclusivas para seu jornal. Apareceu primeiro na versão Nekketsu Seisyun Nikki 2 como uma das novas personagens pro jogo.
Em Project Justice ela trabalha com Chairperson e com os estudantes da Pacific High School para descobrir os responsáveis por criar tanto caos entre as escolas.
O nome dela é uma brincadeira com o nome de Dan Hibiki de Street Fighter, e é especulado que eles possuem alguma relação mas nada confirmado, porém Dan menciona que ele possui uma irmã no jogo SNK vs Capcom: Match of the Millennium. Sua dubladora é Akiko Hiramatsu.

## Colégio Gorin
O Colégio Gorin é especializado em formar atletas; a maioria dos seus alunos, incluindo os personagens jogáveis, faz parte de algum clube de esportes. O Gorin possui também sua própria universidade, na qual os alunos costumam estudar após a graduação do ensino médio.

### Shoma Sawamura
Shoma Sawamura (沢村 将馬 Sawamura Shoma) é um estudante e jogador de baseball da Gorin High, que apareceu primeiro em Rival Schools: United by Fate. No jogo, ele procura pelos responsáveis por machucarem seu irmão mais velho e jogador de baseball, Shuichi, com isso Shoma se une a Natsu e Roberto para investigar sobre o que estava acontecendo. O destino de Shoma varia dependendo dos personagens selecionados, pois no final de Nagare em Nekketsu Seisyun Nikki 2 é revelado que Shoma é capturado e sofre lavagem cerebral pela Justice High School antes de ser enfrentado por Nagare.
Em Project Justice, Shoma se torna amigo de Momo depois dela ser uma possível vítima de um ataque de Batsu. Porém a insistência de Momo em Shoma ajuda-la faz ele se separar de seus amigos Natsu e Roberto. Depois de ajudar Momo com certas lutas, Shoma é traído por Momo e descobre que ela o usou para continuar a confusão entre as escolas. Ele eventualmente se reúne com seus amigos e decide enfrentar Kurow e Momo. No final da Gorin High é revelado que Shoma gosta de Natsu mas que Momo realmente gosta de Shoma. Seu dublador é Yuji Ueda.

### Natsu Ayuhara
Natsu Ayuhara (鮎原 夏 Ayuhara Natsu) é uma estudante e jogadora de voleibol da Gorin High, que aparece primeiro em Rival Schools: United by Fate. A motivação dela no jogo é encontrar as pessoas que atacaram a Gorin High e que feriram membros do clube de voleibol. Ela decide se unir a Shoma e Roberto por eles terem investigações similares, apesar dela e Shoma ficarem brigando as vezes. Também é mostrado no jogo que Natsu, Hinata e Sakura (de Street Fighter) são amigas de infância.
Em Project Justice, Natsu acha que a nova aluna da Gorin High, Momo, é suspeita e não concorda com Shoma quando ele acredita que Momo é inocente e isso faz Natsu e Roberto se separarem de Shoma. Depois que Shoma vai investigar apenas com a ajuda de Momo, Natsu e Roberto se reúnem com Nagare para procurar os responsáveis pelo novo caos que ocorre entre as escolas. Depois ela é a primeira a receber Shoma depois que ele é traído por Momo. No final da Gorin High é revelado que Shoma gosta de Natsu e que ela também gosta dele. Sua dubladora é Narumi Tsunoda.

### Roberto Miura
Roberto Miura (ロベルト 三浦 Roberuto Miura) é um estudante e jogador de futebol da Gorin High que apareceu primeiro em Rival Schools: United by Fate. Apesar de ser meio brasileiro, Roberto nasceu no Japão. Ele se uniu com Shoma e Natsu em suas investigações nos ataques nas escolas e é ele quem evita as brigas entre os dois. No seu final é mostrado que Roberto quebrou seu braço durante as lutas e isso o preocupa pois pode ser que ele nunca consiga jogar futebol como goleiro denovo mas dão a ele a chance de jogar como atacante.
Em Project Justice, Roberto acaba em outra luta entre Shoma e Natsu, desta vez para descobrir quem atacou Momo. Depois que Shoma sai com Momo investigar, Roberto e Natsu se unem a Nagare para investigar esse novo caos entre as escolas. No final da Gorin High, Roberto e Nagare aparecem comentando sobre o triangulo amoroso entre Shoma, Natsu e Momo. Seu dublador é Toshiyuki Morikawa.

### Nagare Namikawa
Nagare Namikawa (波川 流 Namikawa Nagare) é um estudante e nadador da Gorin High que apareceu pela primeira vez na versão Nekketsu Seisyun Nikki 2. Sua história explica que ele é amigo de infância de Shoma e que procura por ele depois que Shoma desaparece. Como ele não possui cutscenes, no seu final é mostrado que Nagare liberta Shoma do controle da Justice High School.
Em Project Justice ele é um membro da universidade da escola, Gorin University. Na história da Gorin High, ele se une a Natsu e Roberto para investigar sobre os novos ataques nas escolas depois que Shoma se separou do grupo. Ele também apareceu no final da Gorin High comentando com Roberto sobre Shoma, Natsu e Momo. Seu dublador é Shin-ichiro Miki.

### Momo Karuizawa
Momo Karuizawa (軽井沢 もも Karuizawa Momo) é uma estudante e jogadora de tennis da Gorin High que apareceu em Project Justice. Ela aparece na história da Gorin High como uma aparente vítima de bullying de Batsu e ela pede para estudantes da escola ajudarem ela, fazendo Shoma se unir a ela para atacar Batsu mas isso faz Shoma se separar de Natsu e Roberto. Depois é revelado que Momo trabalha para Kurow e que suas ações eram para distrair Shoma e os outros e também continuar a confusão entre as escolas. Ela depois é traída por Kurow no final da história da Gorin High. No final da Gorin High revela que ela realmente gosta de Shoma, o que deixa Natsu com ciumes. Sua dubladora é Rei Sakuma.

## Colégio Gedo
O Colégio Gedo, uma instituição somente para rapazes, concentra a maior quantidade de delinquentes juvenis da região. Diz-se que qualquer um que não se enquadre nas outras escolas é transferido para o Gedo. No entanto, a principal gangue do local, liderada por Daigo Kazama, é dedicada a fazer desses jovens homens de respeito, ainda que não necessariamente seguindo as normas da sociedade.

### Akira Kazama
Akira Kazama (風間 アキラ Kazama Akira) é uma personagem que apareceu primeiro em Rival Schools: United by Fate. Sua aparência inicial no jogo era usar sempre um capacete de moto e usar roupas de motociclista, pois como o colégio Gedo aceita apenas rapazes, Akira teve de fingir ser um garoto para se infiltrar na escola e descobrir o que havia acontecido com seu irmão mais velho, Daigo. Ela se torna amiga dos subordinados dele, Edge e Gan e eles eventualmente resgatam Daigo, quando a verdadeira identidade de Akira é revelada para os personagens e jogador. Uma versão alternativa de Akira sem o capacete e rouba é jogável em Rival Schools: United by Fate, mas ainda possui o mesmo final que Akira usando o capacete.
Em Project Justice, Akira foi transferida para a Academia Seijyun, uma escola só de garotas. Na história da Seijyun, Akira é a personagem central, o jogador acompanha sua busca para descobrir o que aconteceu com seu irmão. Ao contrário de Rival Schools: United by Fate, Akira não usa mais seu capacete, mas depois é possível destravar uma forma diferente da Akira, chamada Powered Akira, que utiliza o visual do primeiro jogo (de capacete e jaqueta) e é mais forte.
Akira, junto com Batsu, iria aparecer no jogo Capcom Fighting All-Stars mas o game foi cancelado. Sua primeira aparição fora da série foi em Street Fighter V, como parte da última leva de lutadores para DLC, ao lado de Dan Hibiki, Oro, Rose e Luke Sullivan. Sua dubladora é Chiharu Tezuka.

### Eiji "Edge" Yamada
Edge (エッジ) cujo nome verdadeiro é Eiji Yamada (山田 栄二 Yamada Eiji), é um estudante da Gedo High e membro da gangue da escola, que apareceu pela primeira vez em Rival Schools: United by Fate. Ele possui um grande cabelo loiro espetado e usa facas quando vai lutar.
Em Rival Schools: United by Fate, Edge é um dos estudantes da Gedo High que decide ajudar Akira em encontrar o líder da gangue da Gedo, Daigo. No começo Edge suspeitava de Akira, mas depois de enfrenta-la (com a assistência de Gan) numa luta, ele eventualmente a aceita, especialmente depois que ela revela que é uma garota.
Em Project Justice, Edge se torna suspeito depois que Daigo retornou mas ele faz Edge e Gan fazerem vários e irracionais ataques contra outras escolas. Com a ajuda de Akira e suas amigas da Academia Seijyun, os estudantes do Colégio Gedo liberam Daigo da sua lavagem cerebral. No final de Gedo revela-se que Edge é nomeado um dos lideres da gangue da Gedo depois que Daigo resolve ir embora treinar mais. Seu dublador é Yoshiharu Yamada, que possui o mesmo sobrenome que Edge.

### Gan Isurugi
Gan Isurugi (石動 岩 Isurugi Gan) é um estudante pesado da Gedo High, lutador de sumô e membro da gangue da escola introduzido em Rival Schools: United by Fate. Em Rival Schools: United By Fate, Gan é um dos membros da gangue da Gedo High que ajuda Akira na sua investigação de encontrar Daigo. Como Edge, no começo Gan não gostou muito de Akira mas depois aceita ela como parte da gangue mesmo depois que ela revela que é uma garota. Seu final mostra que Gan resolve estudar a sério, sem sucesso mesmo assim.
Em Project Justice, o papel de Gan é similar ao de Edge, pois os dois atacam aleatoriamente outras escolas a pedido de Daigo, mas ele estava sendo vitima de lavagem cerebral e depois Gan ajuda a liberar Daigo de sua lavagem cerebral. No final da Gedo High revela que Gan e Edge se tornaram os lideres temporários da gangue enquanto Daigo estiver ausente. Seu dublador é Takashi Nagasako.

### Daigo Kazama
Daigo Kazama (風間 醍醐 Kazama Daigo) é um estudante da Gedo High e o líder da gangue da escola. Ele apareceu primeiro na versão de arcade de Rival Schools: United by Fate no final de Akira, mas depois se tornou jogável na versão de Playstation. No jogo Daigo não possui uma história, porém é explicado que ele procura sozinho pela pessoa que manda os sequestros. Seu final no game revela que ele é derrotado e sofre lavagem cerebral por Hyo Imawano, mas depois é liberado por Akira, Edge e Gan no final de Akira.
Em Project Justice Daigo é o personagem central na história da Gedo High. Depois de retornar de uma viagem que acontece entre Rival Schools: United by Fate e Project Justice, Daigo começa a mandar sua gangue a atacar escolas aleatoriamente, apesar da relutância de Edge e Gan. Quando Daigo manda atacarem a Seijyun High, Edge e Gan ajudam Akira e suas amigas da Seijyun a parar Daigo. Depois é revelado que Daigo sofreu lavagem cerebral por Kurow Kirishima na ordem de criar discórdia entre as escolas. A história da Gedo High possui dois finais que mostram diferentes destinos para Daigo: um dos finais faz ele ficar livre da lavagem cerebral e ele decide ficar longe por um tempo para pensar e se recuperar dos ferimentos da luta, já no outro Daigo é morto durante a luta quem Edge, Gan, Akira e Zaki tem contra ele, Kurow e Momo. O Daigo que sofre lavagem cerebral é jogável em Project Justice sendo chamado de Wild Daigo. Seu dublador em Rival Schools: United by Fate é Kōichi Yamadera e em Project Justice o dublador de Daigo é Akio Ōtsuka.

## Colégio Pacific
É um colégio dedicado a receber alunos de intercâmbio.

### Roy Bromwell
Roy Bromwell (ロイ・ブロムウェル Roi Buromuweru) é um personagem introduzido primeiramente em Rival Schools: United by Fate. É um rico estudante de intercambio dos Estados Unidos, Roy é mostrado nos jogos como rival de Batsu. Ele é também um ótimo jogador de futebol americano, com seus ataques especiais nomeados por elementos do esporte.
No primeiro jogo, Roy é mandado por seu pai para investigar os sequestros nas escolas com Tiffany e Boman como seus parceiros. Durante a investigação deles, o trio americano é derrotado e eles sofrem lavagem cerebral pela Justice High, mas são libertados por Batsu e seus amigos da Taiyo High. Porém isso faz Roy repensar sobre o que acha do Japão e seus habitantes. Seu final no jogo mostra ele voltando aos Estados Unidos e 30 anos depois do jogo ele é eleito o presidente dos Estados Unidos.
Em Project Justice, Roy e Tiffany voltam ao Japão quando o novo conflito entre as escolas se inicia. Os dois aparecem em duas histórias do jogo: na história da Taiyo High, Roy e Tiffany ajudam Batsu e seus amigos a vencer Kurow, e na história da Pacific High, Roy e Tiffany ajudam Boman. No final da Pacific High, Roy novamente volta aos Estados Unidos com Tiffany, mais determinado a mudar o mundo. Seu dublador é Ryotaro Okiayu.

### Tiffany Lords
Tiffany Lords (ティファニー・ローズ Tifanī Rōzu) é outra estudante de intercambio dos Estados Unidos da Pacific High. Sua história em Rival Schools: United by Fate mostra ela se unindo a Roy em sua investigação nos sequestros das escolas pois Tiffany tem uma queda por Roy. Assim como seus parceiros, Tiffany é capturada e sofre lavagem cerebral pela Justice High, mas ela é salva por Batsu e seus amigos da Taiyo High. Seu final no jogo mostra ela retornando para os Estados Unidos com Roy, e treinando para se tornar a guarda-costas dele.
Em Project Justice, Tiffany volta a ajudar Roy em seu retorno ao Japão para investigar a nova crise no país. Assim como Roy, ela aparece na história da Taiyo High, quando ela salva Hinata, e na história da Pacific High, ajudando Boman. Ela também volta aos Estados Unidos no final da Pacific High, pois ela quer ajudar Roy a alcançar seus objetivos. Sua dubladora é Miki Narahashi.

### Boman Delgado
Boman Delgado (ボーマン・デルガド Boman Derugado) é um estudante de intercambio dos Estados Unidos da Pacific High. Ele é treinado para ser um padre, logo seus ataques no jogo são inspirados na religião Cristã.
Em Rival Schools: United by Fate, Boman ajuda Roy e Tiffany na investigação dos sequestros, apesar de não gostar de lutar por ser de natureza não-violenta. Ele é capturado e sofre lavagem cerebral pela Justice High, e é salvo pelos estudantes da Taiyo High. Esse ato inspira Boman, em seu final, a continuar no Japão para entender melhor a cultura japonesa e a diferença entre o Japão e os Estados Unidos.
Em Project Justice, Boman é o personagem central da história da Pacific High, ele quer encontrar a pessoa responsável pelo caos causado na competição atlética entre escolas. Ele começa sua investigação com a ajuda de duas alunas da Taiyo High, Ran e Chairperson, e depois com seus antigos parceiros, Roy e Tiffany. O final da Pacific High mostra que ele ainda vai ficar na Pacific High para continuar ajudando na relação entre o Japão e os Estados Unidos. Seu dublador é Takashi Nagasako.

## Academia Justice
Uma nova escola de Aoharu, a Justice preza disciplina e ordem acima de tudo. É em torno dela que as atividades sinistras dos jogos se concentram, pois os ninjas do clã Imawano a utilizam como fachada para levar adiante seus planos de dominação.

### Hideo Shimazu
Hideo Shimazu (島津 英雄 Shimazu Hideo) apareceu primeiro em Rival Schools: United by Fate, ele é o professor de japonês da escola que é mandado junto com Kyoko para recrutar mais alunos para a escola. A história do jogo mostra que Hideo sofre lavagem cerebral pelo diretor da escola e é forçado a trazer alunos para a escola, mas é libertado da lavagem cerebral pelos estudantes da Taiyo High. A história de Hideo mostra um pouco de seu relacionamento com Kyoko.
Em Project Justice, ele e Kyoko, junto com o professor Hayato Nekketsu, investigam quem é responsável pelos novos ataques nas escolas e descobrem que um estudante da Justice High, Kurow, é o responsável. No modo história do jogo, Hideo é jogável na história da Justice High, e no final mostra ele hospitalizado (mas por razões desconhecidas).
Além da série Rival Schools, Hideo e Kyoko apareceram em Namco x Capcom. Seu dublador é Tetsuo Mizutori.

### Kyoko Minazuki
Kyoko Minazuki (水無月 響子 Minazuki Kyoko) é a enfermeira da escola e professora de química da Justice High. Em Rival Schools: United by Fate, ela é enviada com Hideo para recrutar alunos para a escola. Assim como Hideo, ela é capturada e sofre lavagem cerebral mas é libertada pelos alunos da Taiyo High.
Em Project Justice, Kyoko aparece com Hideo e Hayato na história da Justice High, investigando a causa dos novos ataques nas escolas. No final da história ela é mostrada tomando conta de Hideo enquanto ele está hospitalizado.
Kyoko também apareceu em Namco x Capcom com Hideo. Sua dubladora é Kotono Mitsuishi.

### Raizo Imawano
Raizo Imawano (忌野 雷蔵 Imawano Raizo) apareceu primeiro em Rival Schools: United by Fate e no começo parece ser o principal vilão do jogo. É o diretor da Justice High, muitas das cutscenes do jogo o mostram como o organizador dos eventos do jogo e também revelam que ele é o pai de Batsu. Mas na verdade, o "verdadeiro" final do jogo revela que Raizo estava trabalhando para Hyo, seu sobrinho, que fez lavagem cerebral nele e o controlou. Raizo é um personagem secreto no jogo e seu final mostra ele arrependido por suas ações e voltando a sua família.
Em Project Justice, Raizo não é jogável mas faz algumas aparições na história. Ele é atacado por Kurow e isso faz muitos eventos do jogo darem inicio. Ele também aparece na história da Taiyo High, revelando que Hyo havia sido possuído por seu irmão, Mugen. Seu dublador é Tomomichi Nishimura.

### Hyo Imawano
Hyo Imawano (忌野 雹 Imawano Hyō) apareceu primeiro em Rival Schools: United by Fate como o último chefe do jogo. É revelado que se o jogador realizar certos requerimentos durante a luta contra Raizo, Hyo é mostrado como o verdadeiro vilão e é a peça-chave dos eventos do game em seu objetivo de controlar o Japão. Hyo é derrotado pelos estudantes da Taiyo High, incluindo seu irmão gêmeo Kyosuke. Hyo também é jogável no game, com seu final que mostra seus planos sendo bem sucedidos. Porém esse final não faz parte da história principal.
Em Project Justice, Hyo aparece como o último chefe do jogo, mas não como principal antagonista. Em quase todas as histórias do jogo, ele inicialmente aparece para derrotar Kurow Kirishima, que tentou controlar a mente de Hyo. Porém Hyo é possuído pelo espirito de seu pai, Mugen, e se torna Demon Hyo, o último chefe do jogo. Mas ele é vencido novamente por seu irmão, Kyosuke, mas morre depois da luta. Seu dublador é Kaneto Shiozawa, que morreu durante a produção do jogo.

### Kurow Kirishima
Kurow Kirishima (霧嶋 九郎 Kirishima Kurō) é o principal antagonista de Project Justice, mas isso não é revelado até depois na história. Ele aparece várias vezes em diferentes histórias com ele mesmo ou como Vatsu (ヴァツ), um "clone" do herói, Batsu Ichimonji. Suas ações incluem atacar vários grupos de estudantes com a ajuda de seus aliados - sua irmã Yurika, Momo e o Daigo (que sofreu lavagem cerebral).
Até um certo ponto, Kurow revela si mesmo como a peça-chave por trás dos eventos recentes entre as escolas. Ele explica que ele foi enviado por um clã ninja que a família Imawano já foi parte, o objetivo de Kurow era assassinar Batsu, Raizo, Kyosuke e Hyo. Depois que é derrotado por um grupo de estudantes escolhido pelo jogador, ele tenta enviar Hyo para elimina-los mas Hyo revela que nunca esteve sobre o controle de Kurow e os dois lutam, no final Kurow é derrotado e sofre muitos ferimentos graves nas mãos de Hyo.
Depois de derrotar o Demon Hyo, a sequencia depois da luta final mostra que Kurow foi hospitalizado depois do ataque, mas escapa poucos dias depois. Uma história bônus em Project Justice, Darkside Student Council, mostra uma história alternativa em que os planos de Kurow de tomar várias escolas acaba dando certo. No final da história ele é mostrado como o líder da Justice High, com vários personagens sendo controlados por ele (entre eles está Yurika, a irmã de Kurow). Seu dublador é Bin Shimada.

## Academia Feminina Seijyun
Como diz o nome, o Seijyun aceita apenas moças, tendo como missão instruí-las para que se tornem um ideal de feminilidade. No entanto, a Academia também serve de base para uma gangue de garotas, diametralmente oposta aos rapazes do Colégio Gedo.

### Yurika Kirishima
Yurika Kirishima (霧島 ゆりか Kirishima Yurika) é uma das duas novas personagens da Seijyun High que são introduzidas em Project Justice. Ela é mostrada como uma garota de classe alta que luta usando um violino. Na história do jogo ela é amiga de Akira e Zaki, mas em algumas histórias de outras escolas ela é mostrada ajudando seu irmão, Kurow. Ela depois admite que está ajudando seu irmão e o trai para ajudar suas amigas, Akira e Zaki. O final da Seijyun High mostra que ela desapareceu depois que Kurow sumiu, mas depois ela volta, deixando Akira feliz. Sua dubladora é Keiko Han.

### Aoi "Zaki" Himezaki
Zaki (ザキ), cujo nome verdadeiro é Aoi Himezaki (姫崎 葵 Himezaki Aoi), é a líder da gangue de garotas da Seijyun High que é introduzida em Project Justice. Zaki no começo da história da Seijyun High enfrenta Akira ou Yurika para testa-las. Ela é muito esquentada, ficando com raiva de Batsu por causa de Kurow (que atacou Akira, fingindo ser Batsu) e Zaki também não gosta do trio de professores, Hayato, Hideo e Kyoko. Após descobrir que Yurika trabalhava para Kurow, a principio Zaki fica relutante em perdoa-la, mas muda de ideia depois que Akira perdoa Yurika. Sua dubladora é Ai Orikasa.

## Outros

### Sakura Kasugano
Originalmente personagem de Street Fighter Alpha 2, Sakura Kasugano (春日野 さくら Kasugano Sakura) aparece como participação especial em Rival Schools: United by Fate. Ela não possui uma história no jogo, mas foi revelado pela Capcom que ela é amiga de infância de Hinata Wakaba e Natsu Ayuhara. No jogo é revelado o nome da escola que Sakura frequenta: Colégio Tamagawa-Minami. Sua dubladora é Yuko Sasamoto.

### Mugen Imawano
Mugen Imawano (忌野 無限 Imawano Mugen) é o pai de Kyosuke Kagami e Hyo Imawano e irmão de Raizo. Ele não aparece mas é mencionado em Rival Schools: United by Fate e em Project Justice algumas vezes. O espirito de Mugen possui Hyo, transformando-o em Demon Hyo e forçando Kyosuke a matar Hyo no final.

### Ryu
Originalmente personagem de Street Fighter, Ryu (リュウ Ryu) aparece apenas no final de Sakura em Rival Schools: United by Fate quando ela pensa nele.